# Beatrix-Etienne Renart Lage de Volude
Markisinnan Beatrix-Etienne "Étiennette" Renart Lage de Volude, född de Fuchsamberg 1764, död 1842, var en fransk memoarskrivare. Hon är känd för sina memoarer som beskriver hennes liv under franska revolutionen.
Hon var dotter till Claude-Marguerite Renart de Fuchsamberg, comte d'Amblimont och Marie-Anne de Chaumont-Quitry, marquise d'Amblimont, och gifte sig 1781 med  officeren Joseph-Paul-Jean, comte de Lage de Volude. 
Hon var sällskapsdam till prinsessan de Lamballe mellan 1779 och 1791 och en av hennes två hovdamer (den andra var Madame de Ginestous). Lamballe ska ha betraktat henne som sin favorit och behandlat henne som en dotter, och hon såg också till att hon kunde ingå ett kärleksäktenskap, trots att hennes föräldrar var emot det eftersom partnern ifråga var fattig. Hon presenterades vid hovet efter sitt giftermål. Hon beskrivs som frispråkig och rättfram. 
När franska revolutionen utbröt 1789 befann hon sig med Lamballe på en lusttur i Schweiz. Hon följde med Lamballe till Österrikiska Nederländerna och London 1791. Hon stannade kvar i Aix-la-Chapelle när Lamballe återvände samma år, då hon hade besökt det franska exilhovet i Koblenz och därmed inte kunde mottas vid hovet i Tuilerierna.
Hennes memoarer, som skrevs i form av brev 1801-1803, skildrar hur hon 1792 återvände illegalt till Frankrike från Koblenz under falskt pass för att besöka sin mor och dotter i Bordeaux, och vistas där under skräckväldet 1792-1794, innan hon lyckades fly med ett amerikanskt fartyg till Spanien. 